# Tatiana S. Riegel
Tatiana S. Riegel é uma montadora estadunidense. Conhecida pelos trabalhos em Lars and the Real Girl e The Way, Way Back, foi indicada ao Oscar de melhor edição na edição de 2018 por I, Tonya.